# 穆林 (1918年)
穆林（1918年—1997年），男，吉林抚松人，中华人民共和国政治人物，曾任山东省人民委员会副省长，山东省革命委员会副主任，吉林省革命委员会副主任，吉林省人民政府副省长。